# رزیاپوو
رزیاپوو (انگلیسی: Rezyapovo) یک شهرک در شهرستان چکماگوشفسکی استان باشقیرستان کشور روسیه است.